# رافع بن يزيد الأنصاري
رافع بن يزيد بن كرز بن سكن الأشهلي الأوسي الأنصاري صحابي جليل من بني عبد الأشهل من الأوس شهد مع النبي محمد ﷺ غزوة بدر وغزوة أحد قال ابن الأثير: «شهد رافع بن يزيد بدراً، وقتل يوم أحد». وذكره ابن عبد البر في الصحابة وقال هو رافع بن زيد ويقال رافع بن يزيد. وقال ابن سعد: «أمه عقرب بنت معاذ بن النعمان الأشهلية وهي أخت الصحابي سعد بن معاذ، وكان لرافع من الولد أسيد قُتِل يوم الحرة، وعبد الرحمن وأمهما عقرب بنت سلامة بن وقش الأشهلية».